# エチオピア園芸生産輸出業者組合
エチオピア園芸生産輸出業者組合（エチオピアえんげいせいさんゆしゅつぎょうしゃくみあい、英語: Ethiopian Horticulture Producer Exporters Association、EHPEA）は、エチオピア・アディスアベバ市内のハイレ・ゲブレ・セラシエ通りに本拠を置く園芸業者の組織である。2002年に園芸作物及び花卉の輸出を促進するために設立された。代表はTsegaye Abebe。約80人のメンバーが在籍しており、管理業務については総会で5人の成員が評議員に選出される。

## 所在地
- Haile Gebre-Selassie Avenue, Opposit to WARYT Bldg., Gelila Bldg., 2nd Floor[2]